# Дом Лихониных (Тарасовка)
До́м-ла́вка Лихо́ниных — памятник истории, достопримечательность, располагающаяся в селе Тарасовка.

## История
Дом купца Ивана Алексеевича Лихонина-Асонова построен в начале XX века. Здание по тем временам поражал местных жителей своей технической оснащённостью. Сам дом был двухэтажный, деревянный, с высокими потолками и просторными комнатами. В доме были водопровод и канализация, на второй этаж вела широкая каменная лестница. На первом этаже располагалась лавка «Чайная, колониальная, мучная, масляная и мясная торговля А. И. Лихонина Асонова», в которой торговали всем необходимым, а на втором этаже жил сам хозяин со своей семьёй. За домом имелись многочисленные хозяйственные кирпичные постройки и службы, а под домом был обширный подвал.
С конца 1920-х годов, после выселения бывших хозяев, на втором этаже дома размещался сельский совет и правление колхоза, а на первом этаже долгие годы был сельский магазин. В задней части этого дома долгие годы располагалась сельская библиотека.
25 марта 2006 года дом сгорел. Сейчас от него осталась только задняя кирпичная часть, которая на данный момент является жилой.